# Festival de Lanaudière

Logo

Le Festival de Lanaudière est le plus important festival de musique classique au Canada, et il figure parmi les plus grands festivals du genre en Amérique du Nord. Il se déroule annuellement dans la région de Lanaudière, à une cinquantaine de km au nord de la ville de Montréal. Les concerts ont lieu à l'Amphithéâtre Fernand-Lindsay, situé à Joliette, et dans les différentes églises des municipalités de Lanaudière. Il accueille chaque été plus de 60 000 mélomanes à ses diverses activités.
Fondé en 1978 par le père Fernand Lindsay, Clerc de Saint-Viateur, le Festival a pour mission de faire connaître la grande musique au plus large public possible, en réunissant les meilleurs interprètes de la scène musicale nationale et internationale.
Cecilia Bartoli, Mstislav Rostropovitch, Renata Scotto, Jordi Savall, Pieter Wispelwey, Gidon Kremer, Hopkinson Smith, Maxim Vengerov, Martha Argerich, Gérard Lesne et Kent Nagano, entre autres, s'y sont produits.
Le fonds d'archives du Festival international de Lanaudière (P882) est conservé au centre d'archives de Montréal de Bibliothèque et Archives nationales du Québec.